# Björneborg (Svezia)
Björneborg è un'area urbana della Svezia situata nel comune di Kristinehamn, contea di Västra Götaland.
La popolazione rilevata nel censimento 2010 era di 1 099 abitanti .